# 장성 추원재
장성 추원재(長城 追遠齋)는 전라남도 장성군 남면 행정리에 있는 건축물이다. 2019년 12월 26일 전라남도의 민속문화재 제50호로 지정되었다.

## 지정 사유
1894(고종 31)년 중건한 문중 재실로 굽은 목재를 사용한 인방과 기둥의 조형성이 뛰어나고, 건물의 단열을 위한 고미반자를 설치하는 등 건축 특징을 보유하고 있다.
또한 대한제국 의병활동, 일제강점기 야학활동, 문집제작 등 출판도 했던 공간으로 조선후기 향촌사회 운영과 제도를 비교 연구할 수 있는 중요한 유적이다.